# Crailsheim (Adelsgeschlecht)

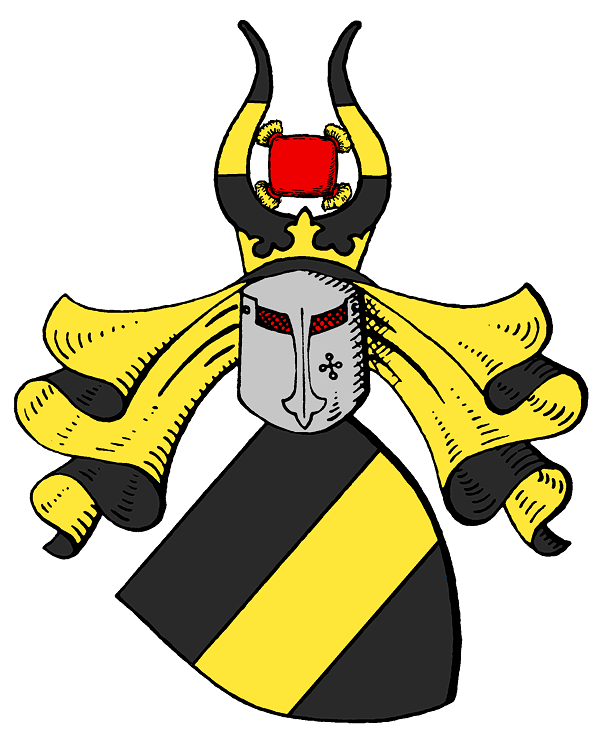
Wappen derer von Crailsheim

Crailsheim (auch Creilsheim) ist der Name eines fränkischen Uradelsgeschlechts mit dem gleichnamigen Stammsitz im Jagstkreis.

## Geschichte

### Ursprung
Das Geschlecht erscheint urkundlich erstmals im Jahr 1221 mit Walter von Croelsheim und 1232 mit Heinrich von Crowelsheim. Die sichere Stammreihe beginnt 1288 mit dem Ritter Albrecht von Croevelsheim.

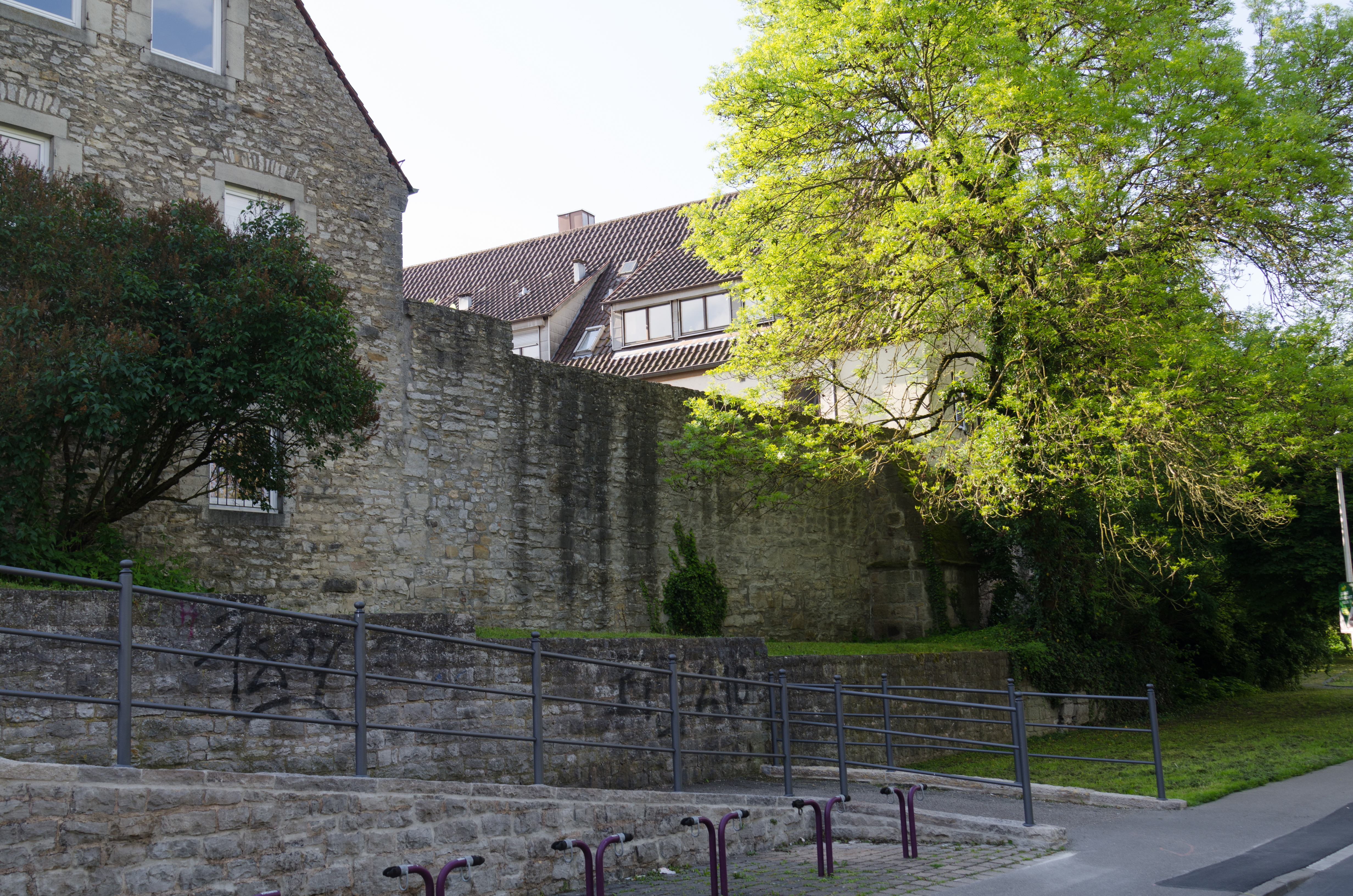
Stadtmauer nahe der 1379 zerstörten Burg Crailsheim

Der Stammsitz der Familie war die ehemals brandenburgisch-ansbachsche Stadt Crailsheim im Hohenloher Land im heutigen Nordosten Baden-Württembergs. Diese hat ihren Ursprung in einer fränkischen Siedlung aus dem 7. Jahrhundert in der Nähe eines Jagstüberganges. Die erste urkundliche Erwähnung von Crailsheim datiert von 1136 als „Cröwelsheim“, später „Krawelsheim“. Der Ort wurde vermutlich von den Herren von Lohr und von Flügelau beherrscht, deren Burgen nahebei lagen. Nach deren Aussterben kam er an die Grafen von Oettingen. Nach der Verhängung der Reichsacht über den Grafen von Oettingen wurde Crailsheim 1310 als Reichslehen eingezogen und vier Jahre später als Lehen an die Edelherren von Hohenlohe übergeben. 1316 erhielt Crailsheim das Marktrecht, 1338 das Stadtrecht. Die Herren von Crailsheim saßen vermutlich als Ministerialen der jeweiligen Stadtherren auf der Burg Crailsheim, die bei einer Belagerung der Stadt in den Jahren 1379 bis 1380 von den Reichsstädten zerstört wurde.
Von den Anfängen der Reichsritterschaft bis zum Ende des Heiligen Römischen Reiches gehörte die Familie von Crailsheim mit einer Reihe von Besitzungen zum fränkischen Ritterkreis. Seit der Reformation sind sie evangelisch-lutherischer Konfession.

### Verbreitung und Besitze
Wegen diverser Besitzungen, unter anderem in Hornberg, der Herrschaft Morstein, Teilen von Hengstfeld, Gaggstatt, Dünsbach und Brachbach, waren sie Mitglied im Ritterkanton Odenwald. Wegen Fröhstockheim, Walsdorf, Neuhaus und Altenschönbach waren sie im Ritterkanton Steigerwald und mit Besitzungen von Teilen der Herrschaft Rügland, Sommersdorf, Thann und Rosenberg im Ritterkanton Altmühl immatrikuliert. 1806 fielen die Besitzungen an die Königreiche Bayern und Württemberg. 1821 kam durch Heirat das oberbayerische Schloss Amerang an die Familie.

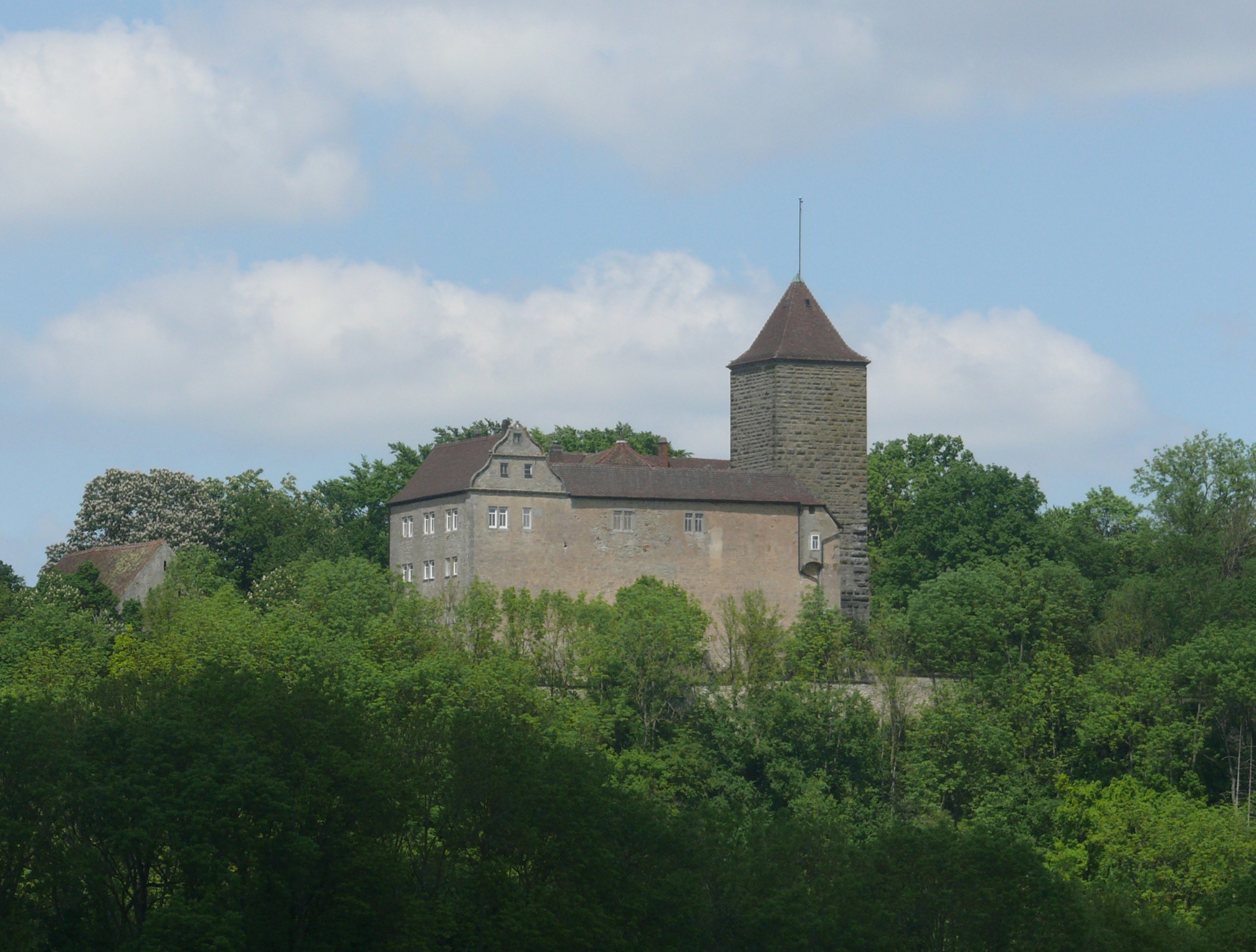
Schloss Hornberg an der Jagst, seit 1354 im Besitz der Familie
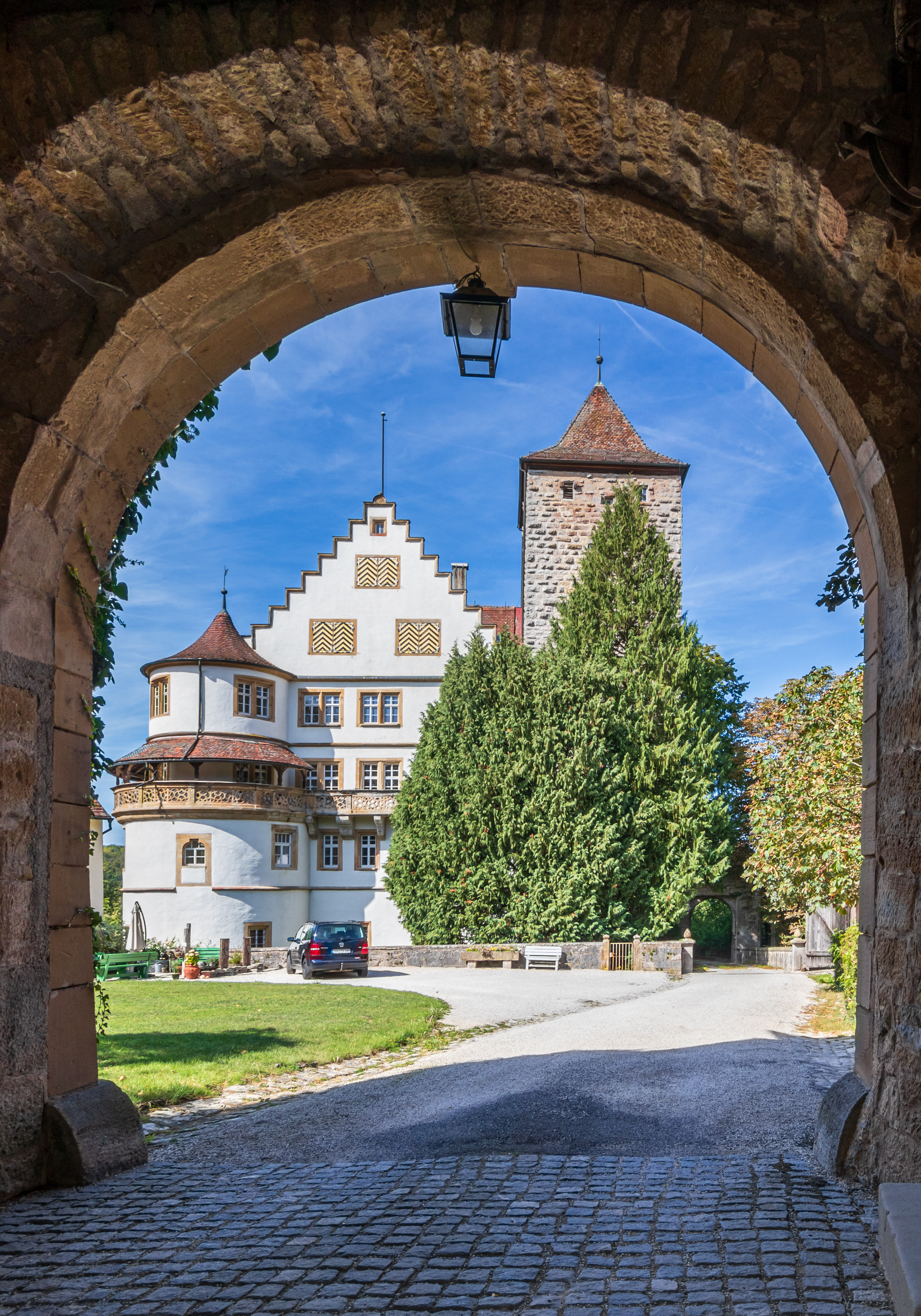
Schloss Morstein, seit Mitte 14. Jh. im Besitz
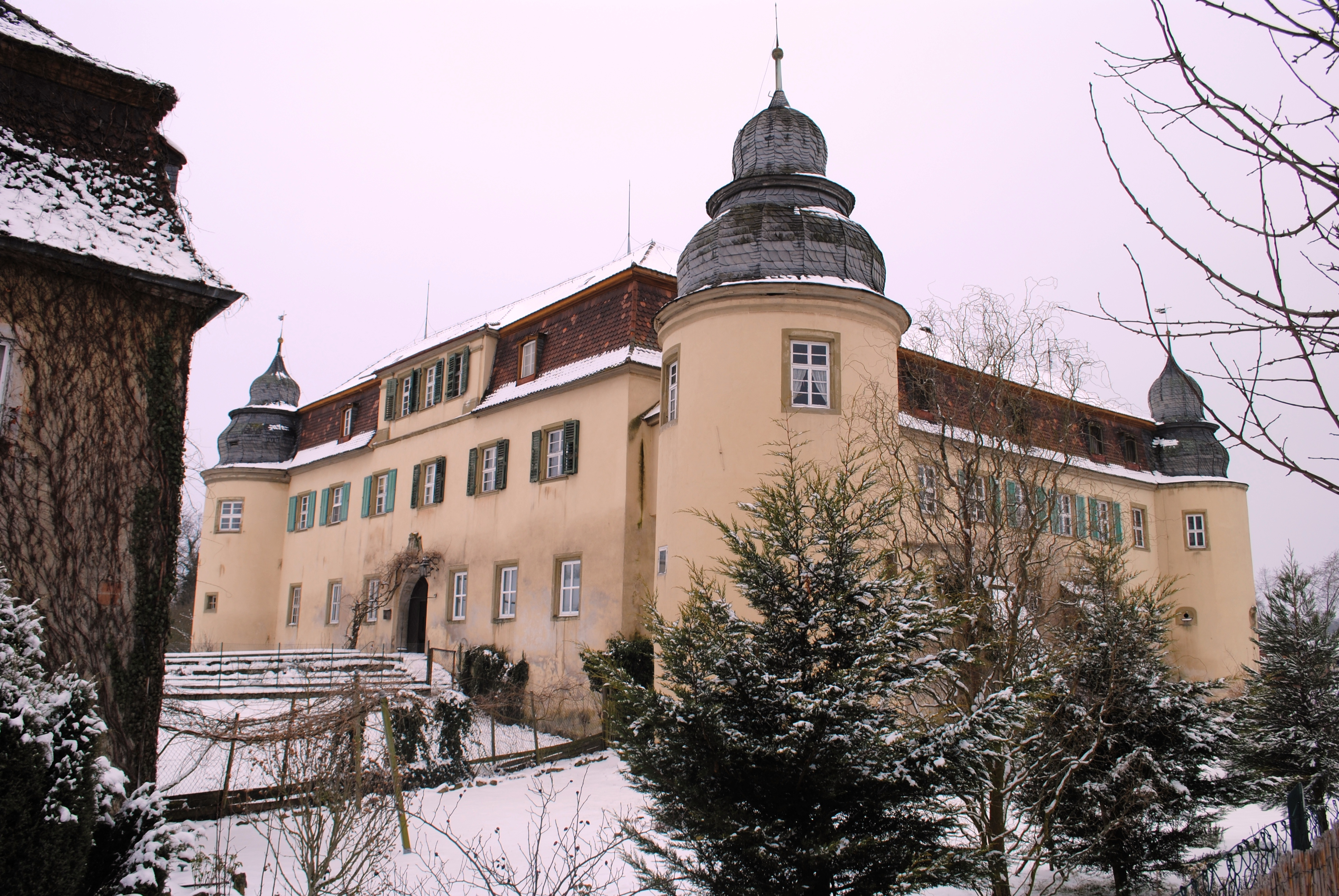
Schloss Fröhstockheim, seit 1543 im Besitz
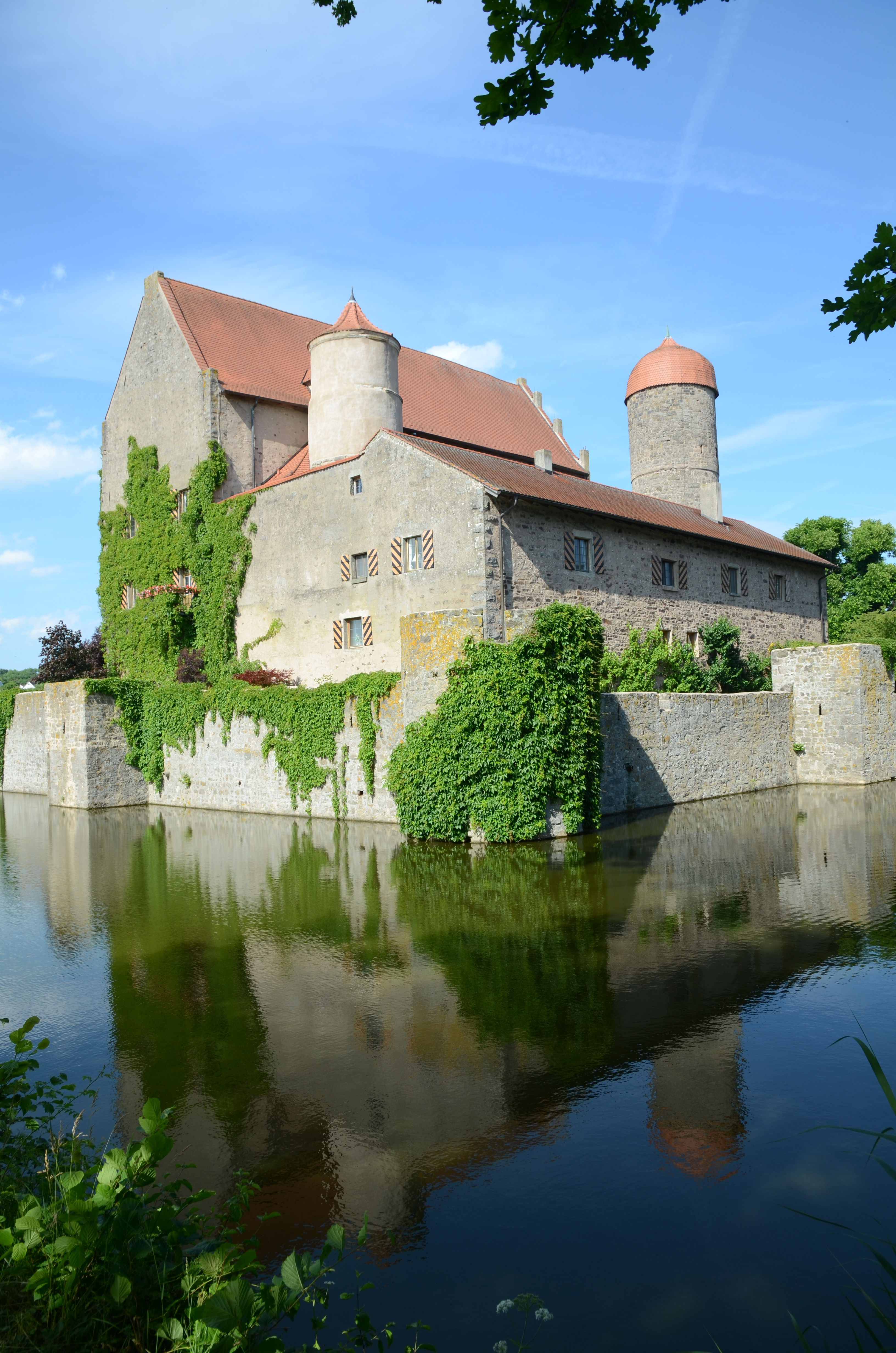
Schloss Sommersdorf, seit 1550 im Besitz
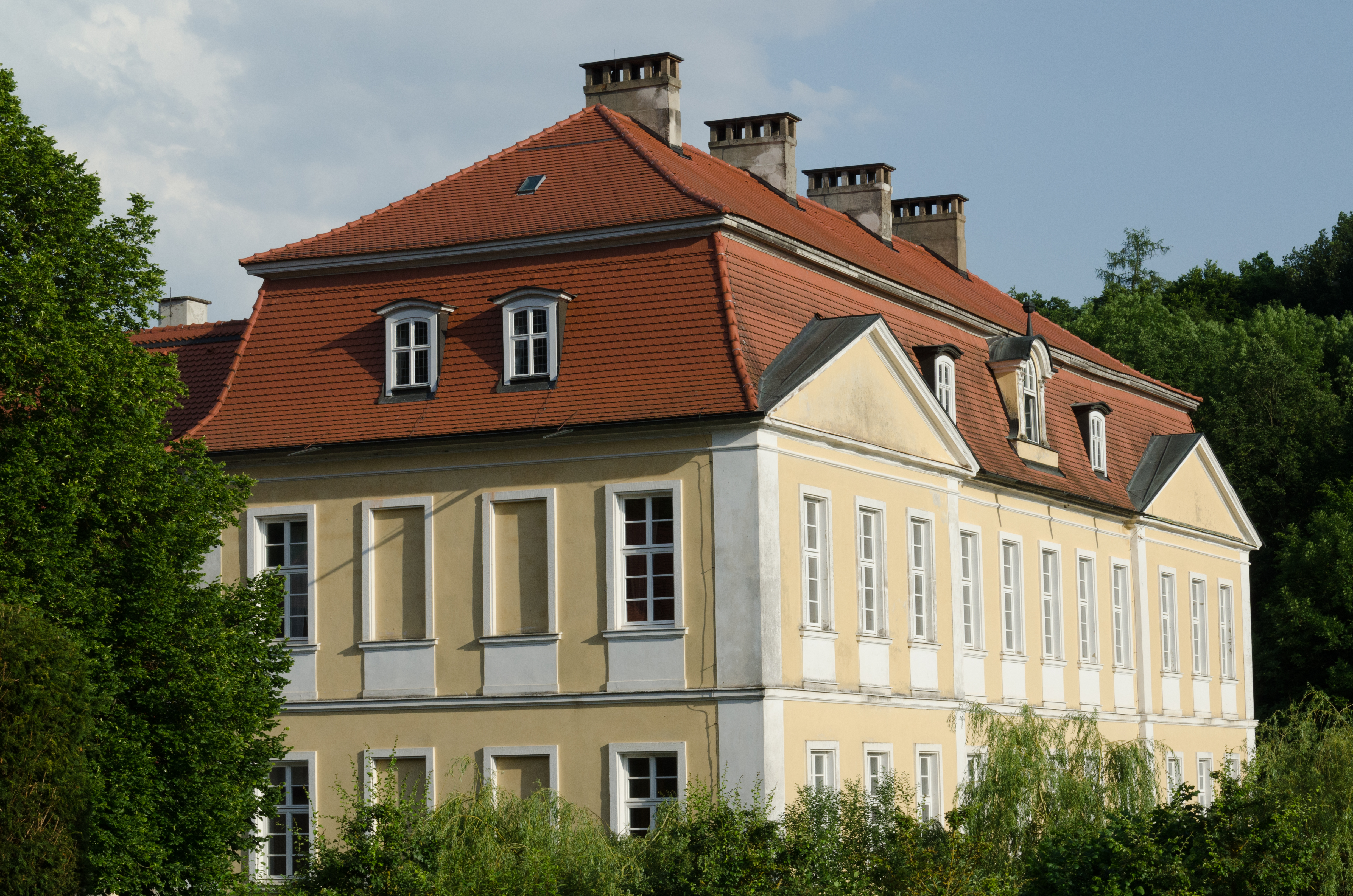
Schloss Rügland, seit 1584 im Besitz
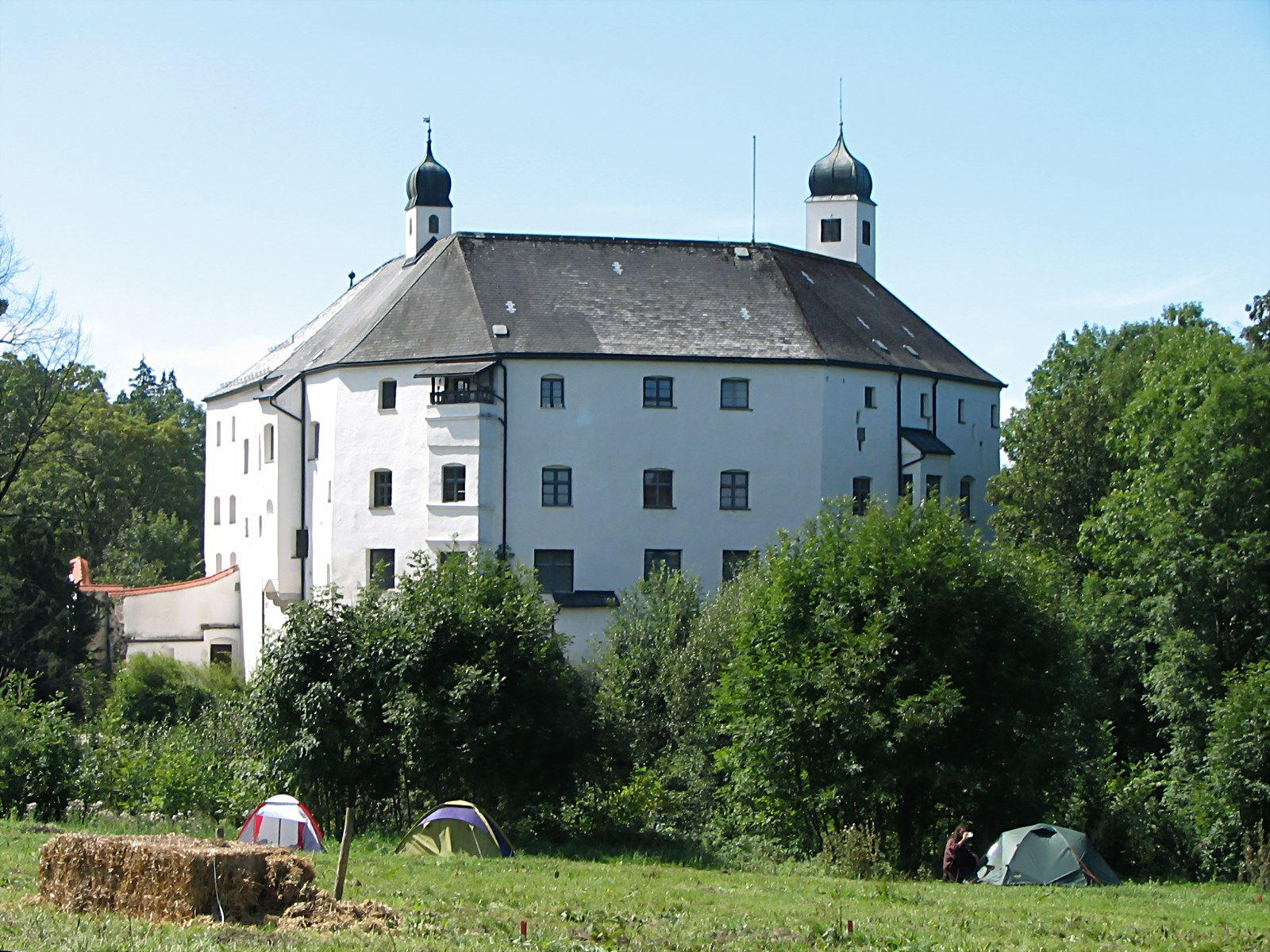
Schloss Amerang, seit 1821 im Besitz

### Standeserhebungen
In den Jahren 1700 und 1713 erhielt das Geschlecht den Reichsfreiherrenstand. Der königlich-bayerische Staatsminister und Ministerpräsident, Minister des königlichen Hauses und Außenminister Friedrich August Krafft Freiherr von Crailsheim (1841–1926), wurde aus Anlass des achtzigjährigen Geburtstages des Prinzregenten Luitpold am 12. März 1901 in den Grafenstand erhoben.
Zweige der Familie bestehen bis heute.

## Bekannte Namensträger

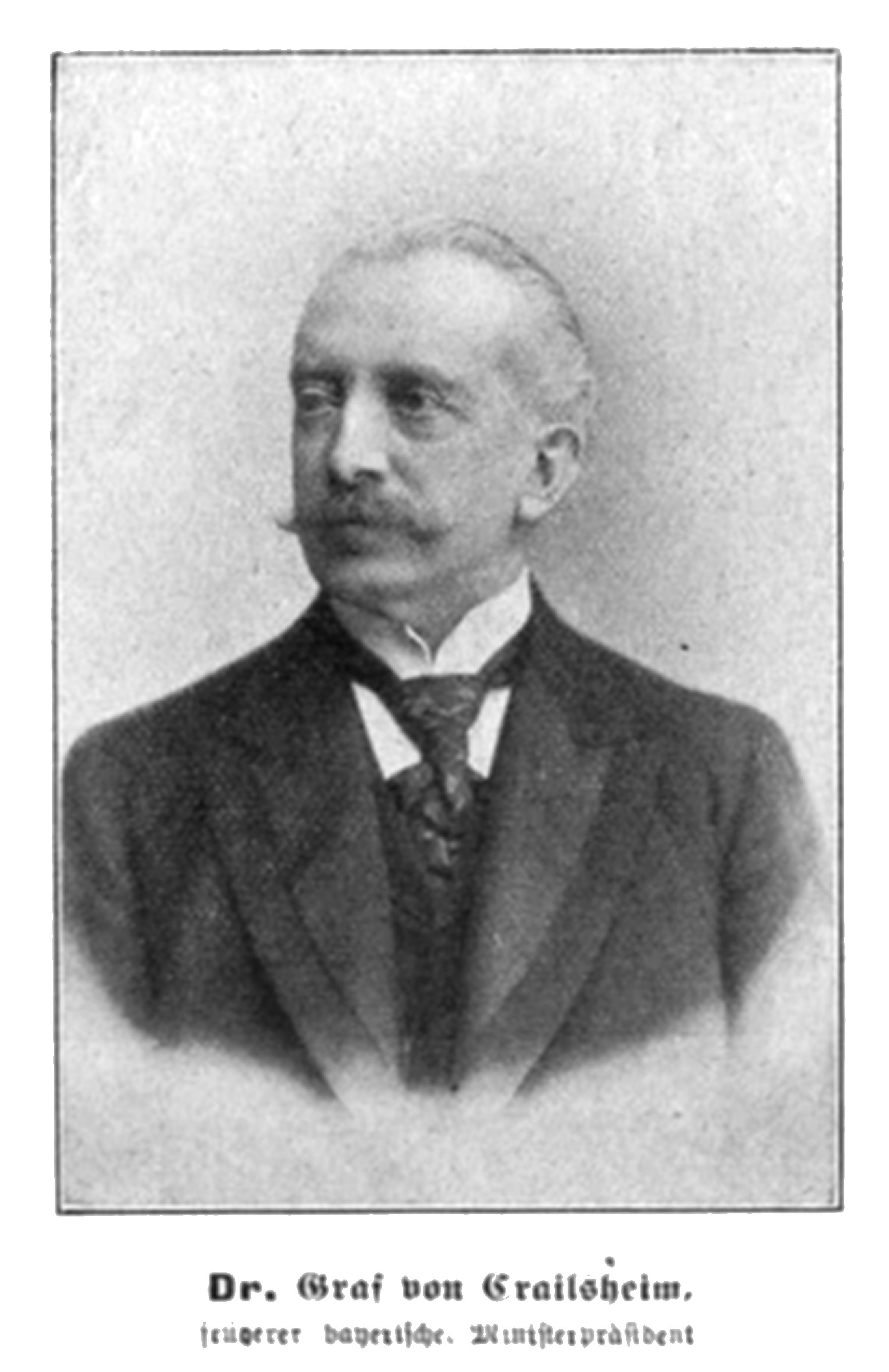
Graf Friedrich Krafft von Crailsheim (1841–1926), bayerischer Ministerpräsident (von 1890 bis 1903)

- Carola von Crailsheim (1895–1982), deutsche Schriftstellerin
- Eduard von Crailsheim (1865–1915), bayerischer Generalmajor
- Friedrich Krafft von Crailsheim (1841–1926), bayerischer Staatsminister und Ministerpräsident
- Hanns-Jürgen von Crailsheim (* 1932), ehemals Präsident der Bayerischen Verwaltung der staatlichen Schlösser, Gärten und Seen
- Johann von Creilsheim (1767–1821), preußischer Generalmajor

## Wappen

### Stammwappen
Das Stammwappen zeigt in Schwarz einen goldenen Balken. Auf dem Helm ist zwischen zwei wie der Schild bezeichneten Büffelhörnern, ein auf der Kante stehendes rotes Kissen mit goldenen Quasten. Die Helmdecken sind schwarz-golden.
Ältere Siegel zeigen nur das Kissen auf einem kurzen Schaft als Helmzier.

### Historische Wappenbilder

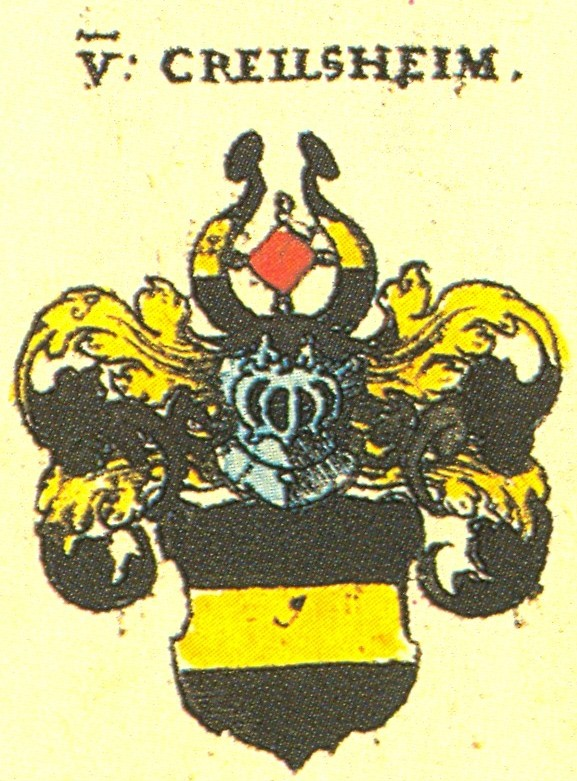
Wappen aus Siebmachers Wappenbuch
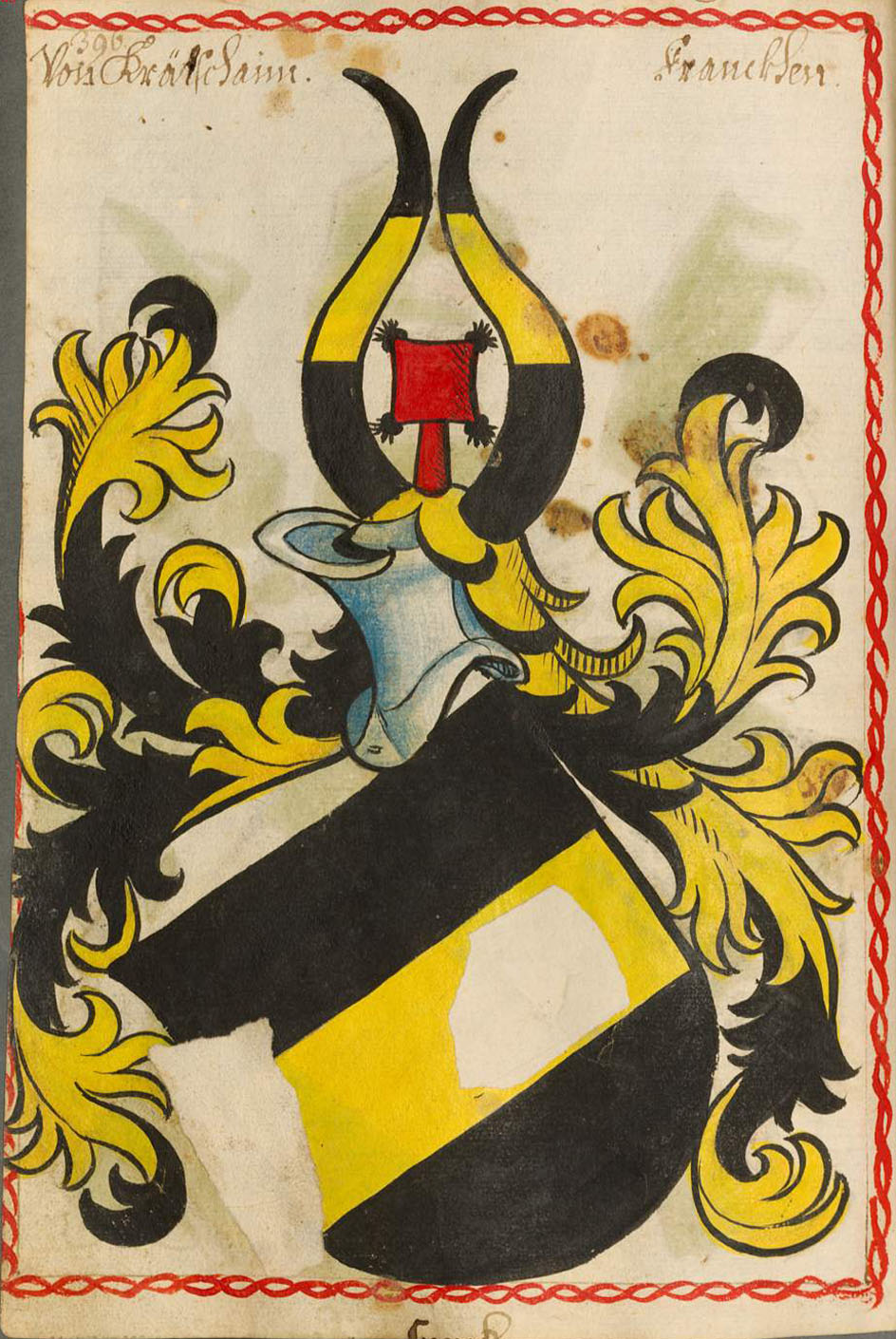
Wappen aus dem Scheiblerschen Wappenbuch
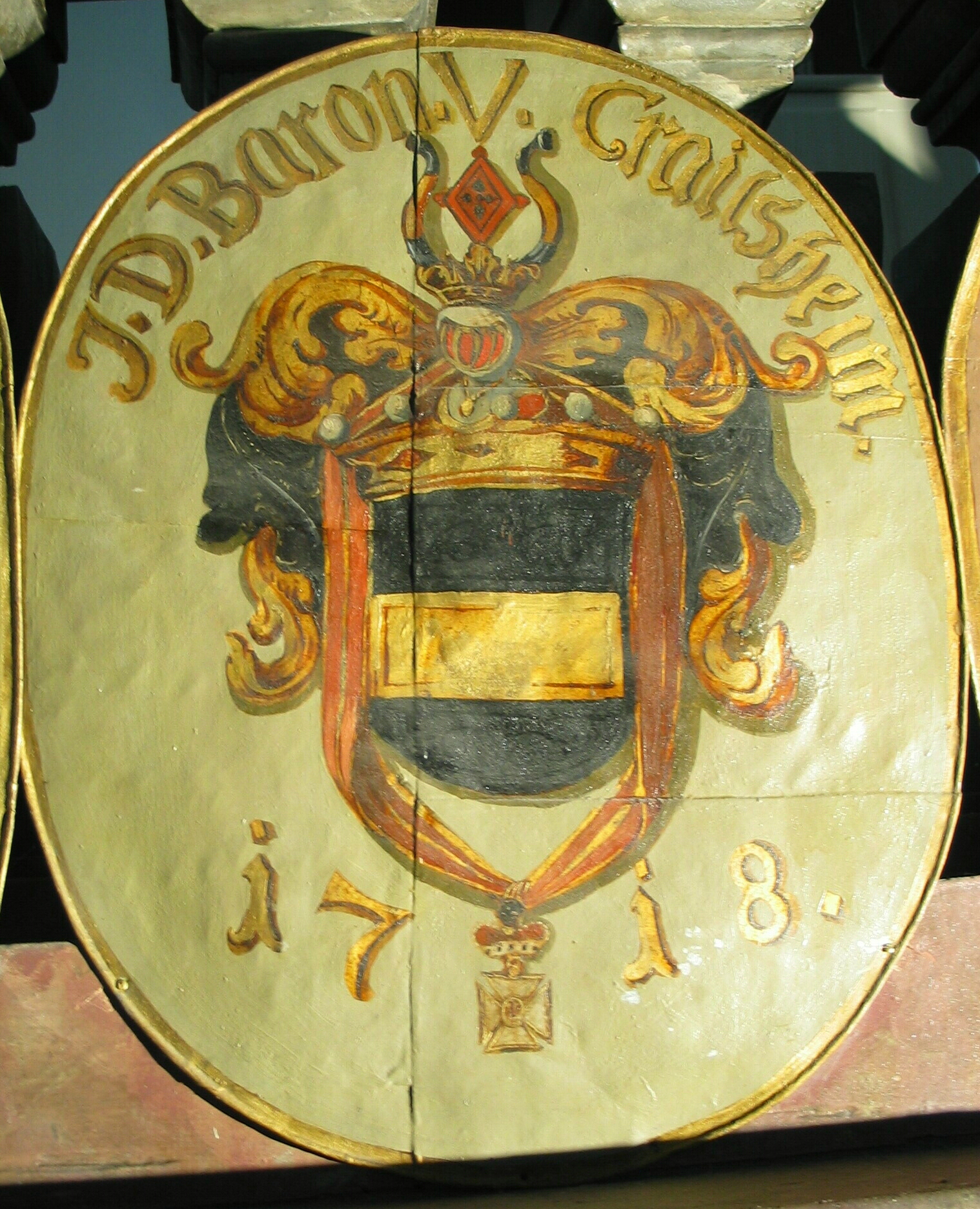
Ordensschild des Roten Adler Ordens für Julius Dietrich Baron von Crailsheim (7. Juni 1664 bis 30. Dezember 1747) in der Ordenskirche von St. Georgen (Bayreuth)

### Ortswappen
Elemente aus dem Wappen der Familie Crailsheim erscheinen noch heute in einigen mittel- und oberfränkischen Ortswappen.

Wappen der Gemeinde Burgoberbach
Wappen der Gemeinde Rügland
Wappen der Gemeinde Walsdorf